# Jean-Paul de Jong
Jean-Paul de Jong (Utrecht, 17 oktober 1970) is een Nederlands voormalig profvoetballer die als middenvelder speelde en die vooral bekend is als clubicoon van FC Utrecht. Hij speelde van 1993 tot 2007 voor de club, werd in juli 2015 aangesteld als assistent-trainer en in januari 2018 als hoofdtrainer. Nadat Erik ten Hag vertrok naar Ajax, stelde FC Utrecht De Jong aan als hoofdcoach. Op 4 september 2018 werd hij echter ontslagen.

## Loopbaan als speler
De Jong genoot zijn opleiding achtereenvolgens bij DWSV, Elinkwijk, Feyenoord, Ajax, Arminia Bielefeld en VfL Osnabrück, voordat hij in 1993 bij FC Utrecht belandde. Hij maakte zijn debuut op 15 september 1993 in de uitwedstrijd tegen FC Volendam (2-2 gelijkspel). Hij speelde in totaal veertien seizoenen voor FC Utrecht en speelde daarin ruim vierhonderd wedstrijden. In die periode maakte hij hoogte- en dieptepunten mee: van de bijna-degradatie in 1996 tot de bekerwinsten in 2003 en 2004 en het winnen van de Johan Cruijffschaal in 2004. 
Met 83 gele kaarten was hij recordhouder aller tijden in de geschiedenis van de Eredivisie, totdat Patrick Pothuizen het record overnam op 2 mei 2010 met 84 gele kaarten. In het seizoen 2005/06 werd de clubicoon verkozen tot speler van het jaar, en ontving daarvoor de David di Tommaso-trofee. Het seizoen daarop werd hij derde: Michel Vorm ging met de prijs aan de haal.
In 2007 stopte hij met voetballen. Op 12 oktober 2007 werd er een afscheidswedstrijd voor hem gespeeld en verschijnt er een boek over zijn carrière. In oktober 2022 werd een van de zalen van Stadion Galgenwaard vernoemd naar De Jong.

## Clubstatistieken
| Seizoen         | Club              | Competitie         | Competitie | Competitie | Beker | Beker | Internationaal | Internationaal | Overig | Overig | Totaal | Totaal |
| Seizoen         | Club              | Competitie         | Wed.       | Dlp.       | Wed.  | Dlp.  | Wed.           | Dlp.           | Wed.   | Dlp.   | Wed.   | Dlp.   |
| --------------- | ----------------- | ------------------ | ---------- | ---------- | ----- | ----- | -------------- | -------------- | ------ | ------ | ------ | ------ |
| 1989/90         | Arminia Bielefeld | Oberliga Westfalen | 19         | 0          | –     | –     | –              | –              | 5      | 0      | 24     | 0      |
| 1990/91         | Arminia Bielefeld | Oberliga Westfalen | 23         | 1          | –     | –     | –              | –              | –      | –      | 23     | 1      |
| 1991/92         | Arminia Bielefeld | Oberliga Westfalen | 29         | 4          | 2     | 0     | –              | –              | –      | –      | 31     | 4      |
| Club totaal     | Club totaal       | Club totaal        | 71         | 5          | 2     | 0     | 0              | 0              | 5      | 0      | 78     | 5      |
| 1992/93         | VfL Osnabrück     | 2. Bundesliga      | 14         | 0          | 0     | 0     | –              | –              | –      | –      | 14     | 0      |
| Club totaal     | Club totaal       | Club totaal        | 14         | 0          | 0     | 0     | 0              | 0              | 0      | 0      | 14     | 0      |
| 1993/94         | FC Utrecht        | Eredivisie         | 27         | 4          | 1     | 0     | –              | –              | –      | –      | 28     | 4      |
| 1994/95         | FC Utrecht        | Eredivisie         | 24         | 2          | 6     | 1     | –              | –              | –      | –      | 30     | 3      |
| 1995/96         | FC Utrecht        | Eredivisie         | 24         | 0          | 2     | 0     | –              | –              | –      | –      | 26     | 0      |
| 1996/97         | FC Utrecht        | Eredivisie         | 32         | 1          | 3     | 0     | –              | –              | –      | –      | 35     | 1      |
| 1997/98         | FC Utrecht        | Eredivisie         | 25         | 1          | 3     | 0     | –              | –              | –      | –      | 28     | 1      |
| 1998/99         | FC Utrecht        | Eredivisie         | 30         | 0          | 5     | 0     | –              | –              | –      | –      | 35     | 0      |
| 1999/00         | FC Utrecht        | Eredivisie         | 17         | 0          | 5     | 0     | –              | –              | –      | –      | 23     | 0      |
| 2000/01         | FC Utrecht        | Eredivisie         | 28         | 0          | 2     | 0     | –              | –              | –      | –      | 30     | 0      |
| 2001/02         | FC Utrecht        | Eredivisie         | 32         | 2          | 4     | 0     | 4              | 0              | –      | –      | 40     | 2      |
| 2002/03         | FC Utrecht        | Eredivisie         | 31         | 0          | 4     | 1     | 2              | 0              | –      | –      | 37     | 1      |
| 2003/04         | FC Utrecht        | Eredivisie         | 29         | 0          | 4     | 0     | 4              | 0              | 0      | 0      | 37     | 0      |
| 2004/05         | FC Utrecht        | Eredivisie         | 23         | 1          | 0     | 0     | 5              | 0              | 1      | 0      | 29     | 1      |
| 2005/06         | FC Utrecht        | Eredivisie         | 28         | 0          | 2     | 0     | –              | –              | 2      | 0      | 32     | 0      |
| 2006/07         | FC Utrecht        | Eredivisie         | 21         | 0          | 2     | 0     | –              | –              | 3      | 0      | 26     | 0      |
| Club totaal     | Club totaal       | Club totaal        | 371        | 11         | 43    | 2     | 15             | 0              | 6      | 0      | 435    | 13     |
| Carrière totaal | Carrière totaal   | Carrière totaal    | 456        | 16         | 45    | 2     | 15             | 0              | 11     | 0      | 527    | 18     |

## Loopbaan als trainer
Na het beëindigen van zijn spelerscarrière werkte De Jong als jeugdtrainer bij FC Utrecht. In 2013 behaalde hij zijn diploma Coach Betaald Voetbal, na een stageperiode onder zijn oud-teamgenoot Erik ten Hag bij Go Ahead Eagles. Hetzelfde jaar startte hij als hoofdtrainer bij FC Eindhoven, waar hij in 2014 de zesde en in 2015 de tweede plaats van de Eerste divisie wist te behalen. In 2015 werd hij door zijn collega's beloond met de Gouden Stier als beste trainer in de eerste divisie.
Door zijn goede prestaties speelde hij zich in de kijker van onder andere de KNVB en Go Ahead Eagles. Hij keerde echter terug naar FC Utrecht waar hij veldtrainer werd, terwijl Erik ten Hag, bij wie hij eerder stage liep, de functie van hoofdtrainer en manager, naar Engels model, op zich nam. Nadat Ten Hag in januari 2018 vertrok naar Ajax, stelde FC Utrecht De Jong aan als hoofdcoach. Op 4 september 2018 werd hij ontslagen vanwege een onwerkbare situatie tussen de spelersgroep en De Jong. In goed overleg is de samenwerking met onmiddellijke ingang beëindigd.
Op 11 juni 2019 werd bekendgemaakt dat De Jong voor 1 seizoen (met optie voor nog een seizoen) hoofdtrainer wordt van Roda JC Kerkrade. Op 5 februari 2020 werd hij daar ontslagen, de club staat dat dan zeventiende. Op 23 december 2021 werd bekend dat De Jong aan de slag zou gaan bij Ajax. De Jong, die enkele jaren bij Ajax in de jeugdopleiding speelde, zou Ajax onder 18 gaan trainen. Hij tekende een contract tot medio 2023, maar aan de samenwerking kwam in 2022 vroegtijdig een eind.

## Erelijst
FC Utrecht
- KNVB beker

2002/03, 2003/04
- Johan Cruijff Schaal

2004
Individueel
- Gouden Stier

Beste trainer Eerste divisie 2014/15